# Petite rivière Blanche (Gatineau)
Pour les articles homonymes, voir Rivière Blanche.
La Petite rivière Blanche est un tributaire de la rive nord de la rivière des Outaouais. La Petite rivière Blanche traverse vers le sud la municipalité de L'Ange-Gardien, dans la municipalité régionale de comté (MRC) Les Collines-de-l'Outaouais et la ville de Gatineau, dans la région administrative de l'Outaouais, dans la province de Québec, au Canada.

## Géographie
Les bassins versants voisins de la Petite rivière Blanche sont :
- côté nord : rivière du Lièvre ;
- côté est : ruisseau Burke, rivière du Lièvre ;
- côté sud : rivière des Outaouais ;
- côté ouest : rivière Blanche (Gatineau), lac Donaldson.

La Petite rivière Blanche prend sa source de plusieurs ruisseaux en milieu forestier à l'est du lac Donaldson et à l'ouest de la rivière du Lièvre, dans la municipalité de L'Ange-Gardien.
À partir d'un petit lac de tête, la rivière coule sur 2,4 km vers le sud-ouest à l'est du lac Donaldson ; puis 4,5 km vers le sud et le sud-ouest, jusqu'à la décharge d'un ruisseau (venant de l'est) ; puis 4,5 km vers le sud-ouest en traversant un milieu semi-urbain, jusqu'à un petit ruisseau (venant du nord) ; puis 2,6 km vers le sud en drainant la zone à l'est de l'aéroport exécutive Gatineau-Ottawa ; puis 1,3 km vers l'est en longeant la route ; 4,1 km (1,3 km en ligne directe) vers le sud en formant de nombreux serpentins, jusqu'à son embouchure.
La Petite rivière Blanche se déverse sur la rive nord de la rivière des Outaouais, en aval du centre-ville de Gatineau et à 1,6 km en aval de l'embouchure de la Rivière Blanche (Gatineau). Son embouchure est situé entre le marais des Laîches (côté ouest) et le marais aux Grenouillettes (côté est).

## Toponymie
Le toponyme Petite rivière Blanche a été officialisé le 5 décembre 1968 à la Banque des noms de lieux de la Commission de toponymie du Québec.